# 五箇村 (新潟県)
五箇村（ごかむら）は、かつて新潟県中蒲原郡にあった村。

## 沿革
- 1889年（明治22年）4月1日 - 町村制施行に伴い中蒲原郡長橋村、笹野町村、中名沢村が合併し、五箇村が発足。
- 1901年（明治34年）11月1日 - 中蒲原郡大蒲原村と合併し、大蒲原村を新設して消滅。